# Stanisław Bąk
Stanisław Bąk (ur. 28 listopada 1900 w Grębowie, zm. 10 czerwca 1981 we Wrocławiu) – profesor, językoznawca i znawca kultury lasowskiej. Autor wielu prac naukowych dotyczących rodzinnej gwary lasowskiej, a następnie po przeniesieniu się na Śląsk, także dialektu śląskiego. Zajmował się także historią języka.

## Życiorys
Był uczniem Prywatnego Gimnazjum Realnego w Nisku od 1913 do 1914, ponownie od 1915. Został przyjęty do Wojska Polskiego i podczas wojny polsko-bolszewickiej w 1920 służył piechocie. Po wojnie studiował na Wydziale Filozoficznym Uniwersytetu Jana Kazimierza we Lwowie, początkowo historię literatury, później językoznawstwa polskiego i słowiańskiego. W 1925 ukończył studia polonistyczne na Wydziale Humanistycznym UJK, gdzie następnie został asystentem w Katedrze Języka Polskiego i Literatury Słowiańskiej. Rok później otrzymał tytuł doktora filozofii i filologii słowiańskiej, w 1928 zaś – dyplom magistra filologii i filozofii polskiej (uczeń Tadeusza Lehra-Spławińskiego). Po kilku latach został nauczycielem szkolnictwa średniego na Śląsku. Od 1938 był członkiem towarzystwa językoznawstwa. W 1950 roku habilitował się, a w 1952 został profesorem filologii słowiańskiej na Uniwersytecie Wrocławskim, gdzie w 1961 roku objął stanowisko profesora zwyczajnego. Od 1972 roku był członkiem Komisji Nauk Humanistycznych.
Został pochowany na Cmentarzu Grabiszyńskim we Wrocławiu. Jego dewizą życiową były słowa Wergiliusza: Labor omnia vincit – oznaczające praca zwycięży wszystko.

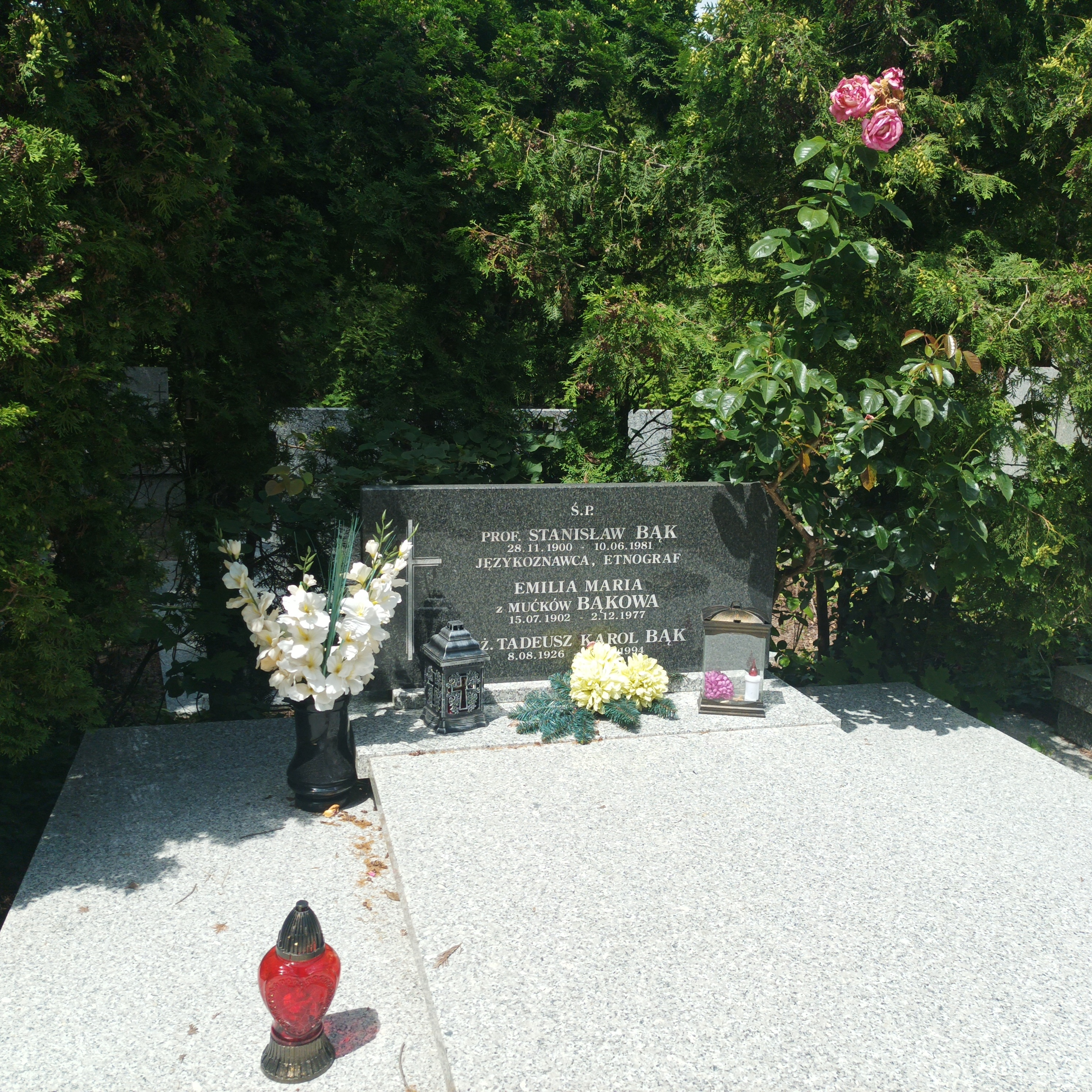
Grób prof. Stanisława Bąka na Cmentarzu Grabiszyńskim

Został patronem Zespołu Szkół Ogólnokształcących w rodzinnym Grębowie.

## Odznaczenia
- Krzyż Kawalerski Orderu Odrodzenia Polski (1971)
- Medal Komisji Edukacji Narodowej (1980)

## Publikacje
- Gwara "lasowska" Grębowa i okolicy (1926)
- Gwary ludowe na Dolnym Śląsku. cz. I.
- Głosownia (1956)
- Język pism Andrzeja Trzecieskiego, w edycji Andrzeja Trzecieskiego Pisma polskie cz. I, – opracował również teksty, objaśnienia, indeks wyrazów i form (1959)
- Słownik gwarowy Śląska (Opole 1962) (wraz ze Stanisławem Rospondem)
- Zróżnicowanie narzecza śląskiego. Próba podziału i charakterystyka dialektów śląskich (1964)
- Bibliografia prac za lata 1926-1965 – opracowania
- Mowa polska na Śląsku (1974)